# آرامگاه پیر بنو
آرامگاه پیر بنو یا پیر بناب مربوط به دوره صفوی است و در شهرستان شیراز، بخش مرکزی، دهستان قره باغ، جاده آسفالته میانرود به طرف روستای شاهپور جان واقع شده و این اثر در تاریخ ۲۳ بهمن ۱۳۸۵ با شمارهٔ ثبت ۱۷۲۵۲ به‌عنوان یکی از آثار ملی ایران به ثبت رسیده است.